# Matt Janning
Matt Lawrence Janning (Watertown, Minnesota; 22 de junio de 1988) es un  exjugador de baloncesto estadounidense que se retiró en junio del 2024. Con 1,97 metros de estatura, juega en la posición de escolta.

## Trayectoria deportiva
Formado en la Universidad de Northeastern, sus dos primeros equipos como profesional fueron de la NBDL, los Maine Red Claws y el Rio Grande Valley Vipers.
En 2011 llegó a Italia para jugar en las filas del A.S. Junior Pallacanestro Casale, primero y después en el Montepaschi Siena.
En la temporada 2013-14 empezó la temporada en la Cibona: 11,4 puntos en la Liga Adriática y 9,1 en la Eurocup. Pero en diciembre quedó libre por los problemas económicos del club y se fue al Montepaschi: 8,6 tantos en la Liga Italiana y 9,6 tantos (53% en triples) en la Eurocup.
En la siguiente temporada firmó por el Anadolu Efes S.K., donde realizó una gran temporada a las órdenes de Ivkovic, aunque ciertamente de más a menos. Sus números durante la campaña 2014-15 fueron de, 10.9 puntos y 2.8 rebotes en la liga turca, y 6.9 puntos y 1.9 rebotes en la Euroliga.
En 2015 tras quedar libre, firma un contrato de un año con el Hapoel Jerusalem,  donde promedió 8.4 puntos y 2.1 rebotes en la liga israelí, y 10.1 puntos y 2.6 rebotes en la Eurocup. En el verano de 2015 probó en el training camp de los Denver Nuggets.
En febrero de 2016 ficha por el Lokomotiv Kuban. En el año 2017 firma por una temporada por el Saski Baskonia, e iría renovando su contrato con el club vitoriano hasta llegar a jugar allí durante tres temporadas.
En la temporada 2019-20,  la que sería su tercera en el Baskonia, logró unas medias de 6.0 puntos y 2.0 rebotes en la EuroLeague, y 7.8 puntos y 1.6 asistencias en la Liga Endesa, con el que conseguiría ser campeones de liga.
En agosto de 2020, regresa a las filas del  Hapoel Jerusalem B.C. de la Ligat Winner.
El 23 de diciembre de 2020, se confirma su incorporación temporal al Baxi Manresa de la Liga Endesa.
En julio de 2021, se marcha a Japón para jugar en el Kawasaki Brave Thunders de la B.League.

## Selección nacional
En 2018 adquirió la nacionalidad georgiana, lo que lo habilitó para jugar para la selección de baloncesto de Georgia. Disputó tan solo dos partidos con el combinado nacional, en el marco de la clasificación de FIBA Europa para la Copa Mundial de Baloncesto de 2019.